# Distretto elettorale 7 del Tirolo
Il Distretto elettorale Tirolo 7 era un collegio elettorale urbano per le elezioni alla Camera dei deputati austriaca nel Tirolo. Il distretto elettorale è stato creato nel 1907 con l'introduzione della nuova legge elettorale del Reichsrat ed è esistito fino al crollo della monarchia asburgica.
Era popolato da 31.024 persone, fra cui erano 6.344 i maschi maggiorenni aventi diritto al voto.

## Storia
Dopo che il Reichsrat decise nell'autunno del 1906 il diritto di voto generale, uguale, segreto e diretto, la grande riforma della legge elettorale divenne effettiva il 26 gennaio 1907 sanzionata dall’imperatore Francesco Giuseppe. Con il nuovo regolamento elettorale del Reichsrat, sono stati creati in totale 516 collegi elettorali, uninominali ad eccezione della Galizia. Il parlamentare deve prevalere nel primo scrutinio o nelle elezioni di ballottaggio a maggioranza assoluta.
Alle elezioni austriache del 1907 Valeriano Malfatti (Partito nazionale-liberale) è emerso come vincitore dopo il ballottaggio. Malfatti fu in grado di difendere il suo mandato nelle elezioni austriache del 1911.

## Territorio
Il collegio uninominale urbano comprendeva la città statutaria di Rovereto e le città di Riva, Arco, Ala e Mori.

## Dati elettorali

### XX legislatura
| Partito                            | Partito                            | Candidato                          | Primo turno 14 maggio 1907 | Primo turno 14 maggio 1907 | Ballottaggio 23 maggio 1907 | Ballottaggio 23 maggio 1907 |
| Partito                            | Partito                            | Candidato                          | Voti                       | %                          | Voti                        | %                           |
| ---------------------------------- | ---------------------------------- | ---------------------------------- | -------------------------- | -------------------------- | --------------------------- | --------------------------- |
|                                    | Nazionale                          | Valeriano Malfatti                 | 1 686                      | 36,03                      | 2 704                       | 60,25                       |
|                                    | Popolare trentino                  | Antonio Zanoni                     | 1 636                      | 34,96                      | 1 784                       | 39,75                       |
|                                    | Socialdemocratico                  | Antonio Piscel                     | 1 350                      | 28,85                      |                             |                             |
|                                    | Altri                              | -                                  | 8                          | 0,17                       |                             |                             |
|                                    |                                    |                                    |                            |                            |                             |                             |
| Iscritti                           | Iscritti                           | Iscritti                           | 6 204                      | 100,00                     | 6 204                       | 100,00                      |
| ↳ Votanti (% su iscritti)          | ↳ Votanti (% su iscritti)          | ↳ Votanti (% su iscritti)          | 4 711                      | 75,93                      | 4 530                       | 73,02                       |
| ↳ Voti validi (% su votanti)       | ↳ Voti validi (% su votanti)       | ↳ Voti validi (% su votanti)       | 4 680                      | 99,34                      | 4 488                       | 99,07                       |
| ↳ Schede non valide (% su votanti) | ↳ Schede non valide (% su votanti) | ↳ Schede non valide (% su votanti) | 31                         | 0,66                       | 42                          | 0,93                        |
| ↳ Astenuti (% su iscritti)         | ↳ Astenuti (% su iscritti)         | ↳ Astenuti (% su iscritti)         | 1 493                      | 24,07                      | 1 674                       | 26,98                       |

### XXI legislatura
| Partito                            | Partito                            | Candidato                          | Primo turno 13 giugno 1911 | Primo turno 13 giugno 1911 | Ballottaggio 20 giugno 1911 | Ballottaggio 20 giugno 1911 |
| Partito                            | Partito                            | Candidato                          | Voti                       | %                          | Voti                        | %                           |
| ---------------------------------- | ---------------------------------- | ---------------------------------- | -------------------------- | -------------------------- | --------------------------- | --------------------------- |
|                                    | Nazionale-liberale                 | Valeriano Malfatti                 | 1 888                      | 40,96                      | 2 130                       | 50,80                       |
|                                    | Socialdemocratico                  | Antonio Piscel                     | 1 362                      | 29,55                      | 2 063                       | 49,20                       |
|                                    | Popolare                           | Guido de Gentili                   | 1 092                      | 23,69                      |                             |                             |
|                                    | Lega contadina                     | Sembenico                          | 258                        | 5,60                       |                             |                             |
|                                    | Altri                              | -                                  | 9                          | 0,20                       |                             |                             |
|                                    |                                    |                                    |                            |                            |                             |                             |
| Iscritti                           | Iscritti                           | Iscritti                           | 6 344                      | 100,00                     | 6 344                       | 100,00                      |
| ↳ Votanti (% su iscritti)          | ↳ Votanti (% su iscritti)          | ↳ Votanti (% su iscritti)          | 4 646                      | 73,23                      | 4 234                       | 66,74                       |
| ↳ Voti validi (% su votanti)       | ↳ Voti validi (% su votanti)       | ↳ Voti validi (% su votanti)       | 4 609                      | 99,20                      | 4 193                       | 99,03                       |
| ↳ Schede non valide (% su votanti) | ↳ Schede non valide (% su votanti) | ↳ Schede non valide (% su votanti) | 37                         | 0,80                       | 41                          | 0,97                        |
| ↳ Astenuti (% su iscritti)         | ↳ Astenuti (% su iscritti)         | ↳ Astenuti (% su iscritti)         | 1 698                      | 26,77                      | 2 110                       | 33,26                       |